# Bolongaropalast

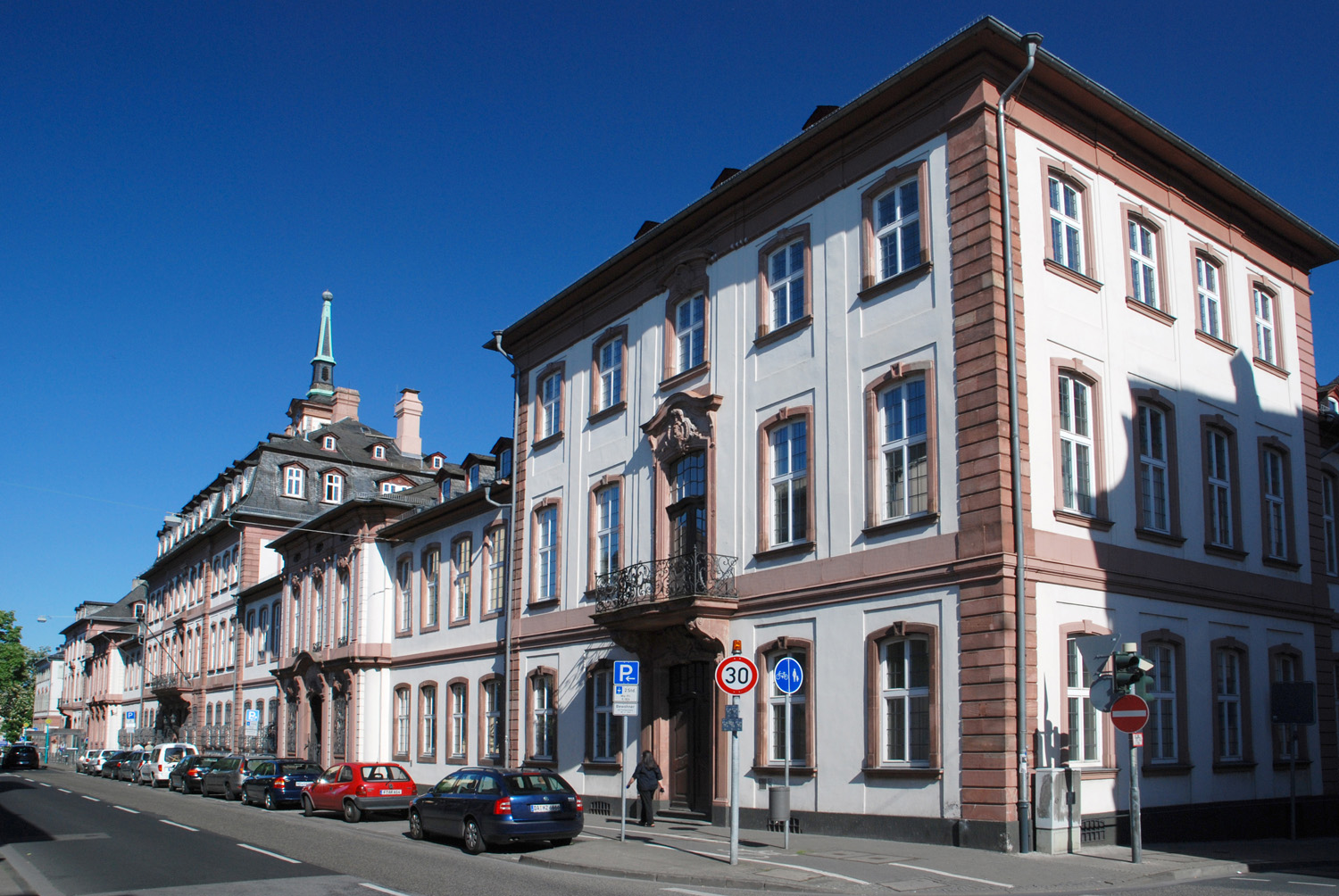
Nordfassade an der Bolongarostraße

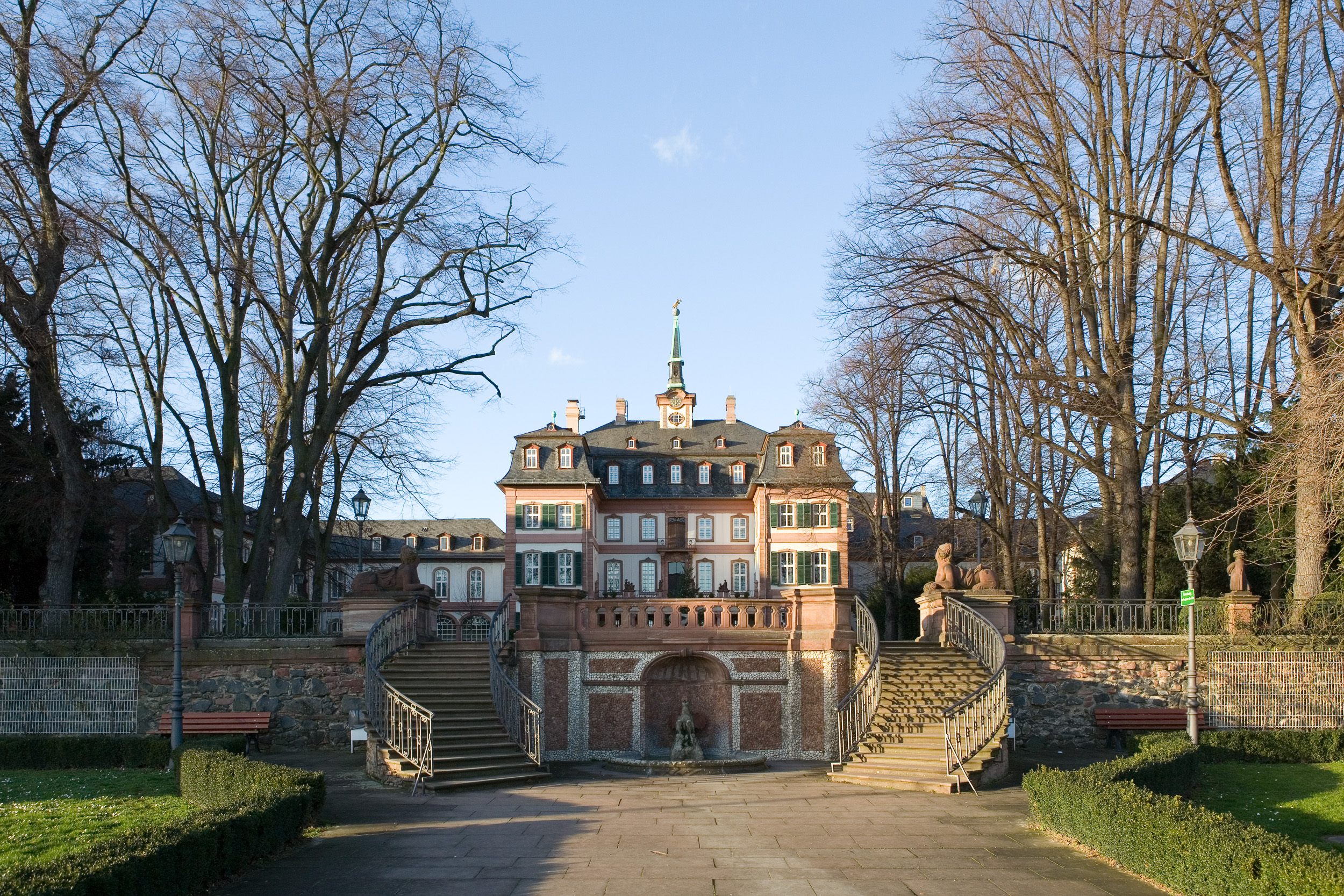
Südansicht des Bolongaropalastes

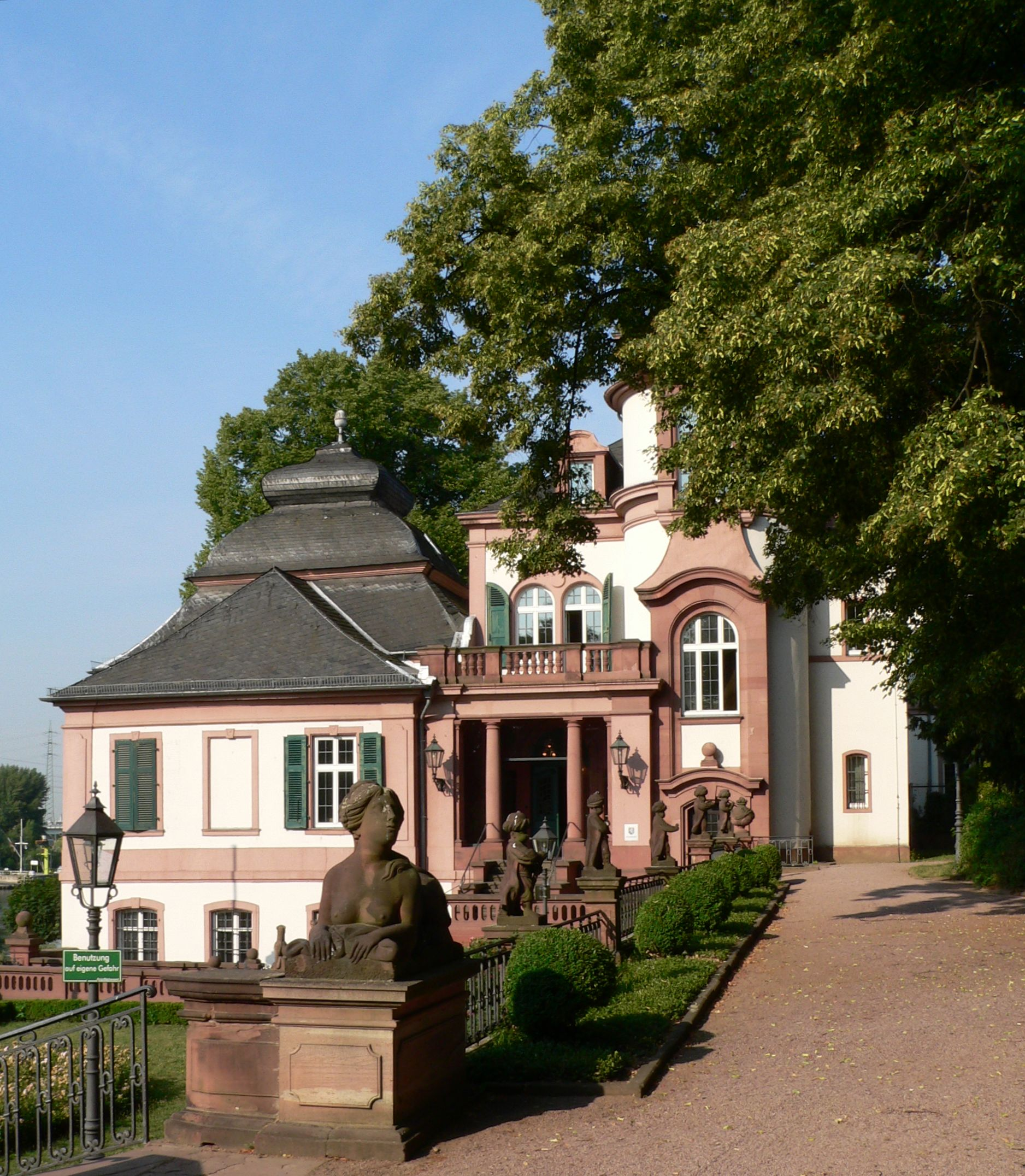
Westlicher Seitenflügel des Palastes, heute das Standesamt Frankfurt-Höchst

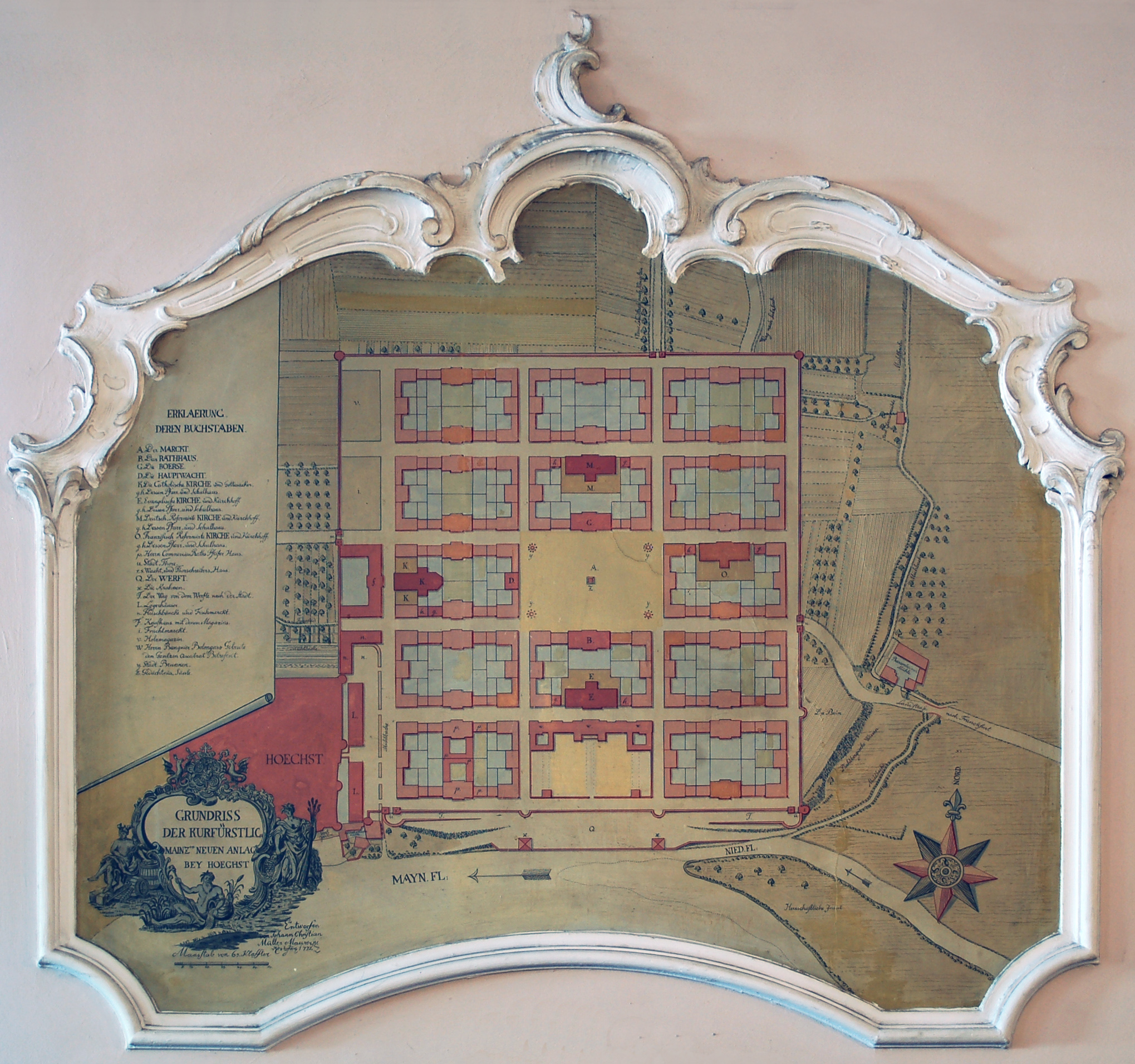
Lageplan des Palastes (mittleres unteres Karree) in der nie verwirklichten Stadterweiterung im 18. Jahrhundert

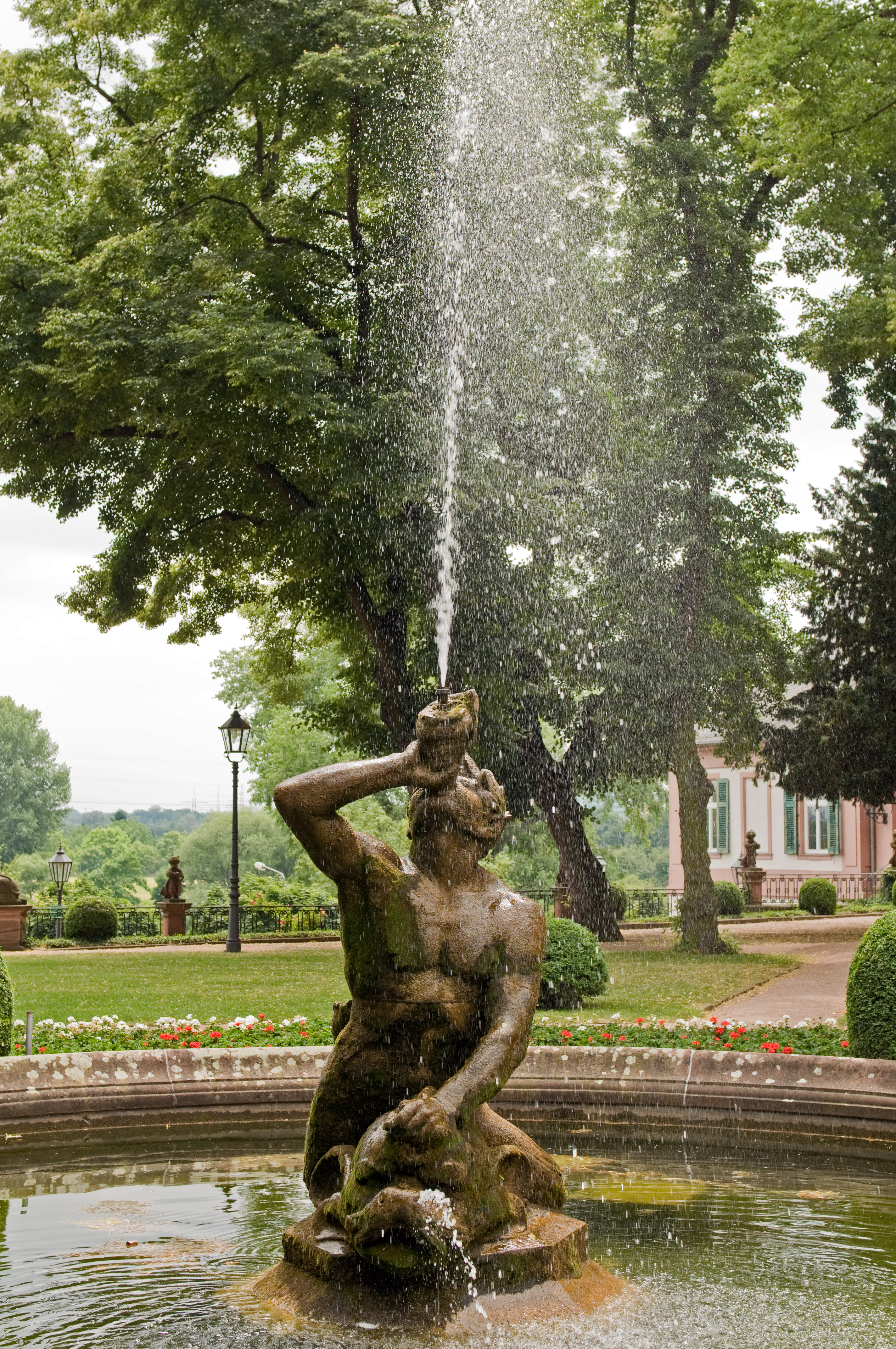
Tritonsbrunnen im Bolongarogarten

Der Bolongaropalast ist ein großer, 1772–80 erbauter barocker Palast in Frankfurt-Höchst. Er befindet sich auf der Südseite der Bolongarostraße, der nach Süden reichende Garten liegt auf dem Hochufer über der Mündung der Nidda in den Main.

## Geschichte

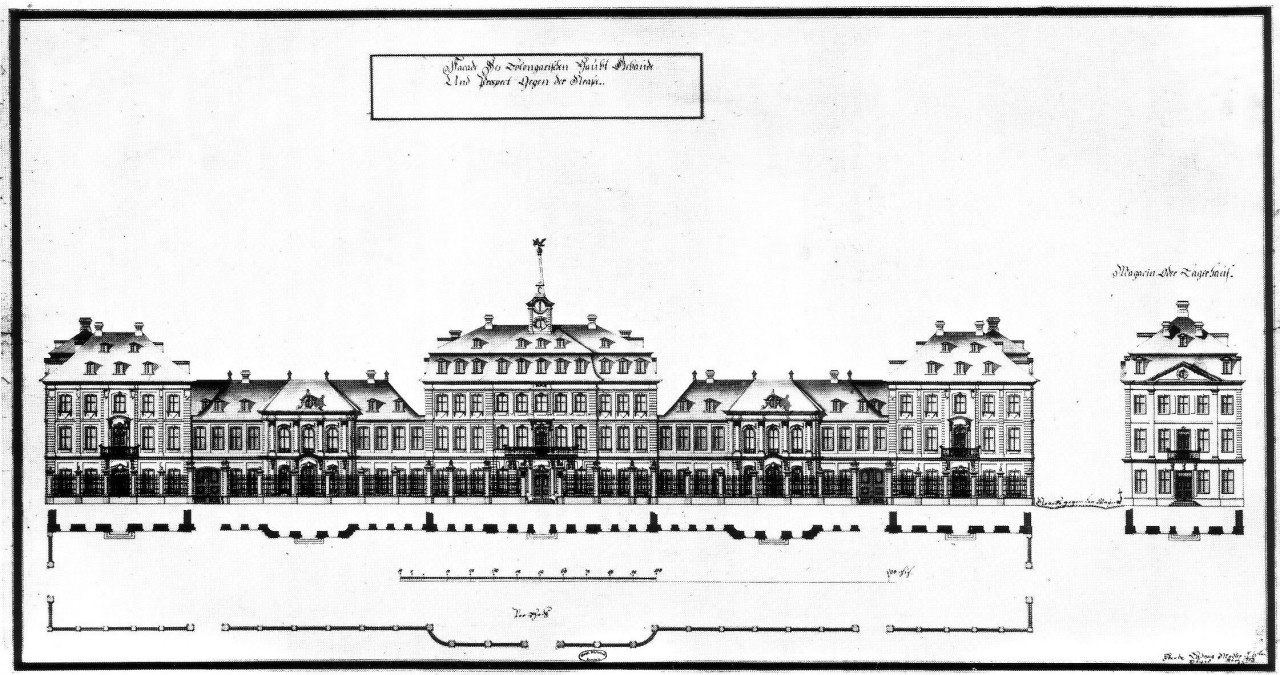
Vorderseite (Zeichnung, Franz Ludwig Madler, März 1783)
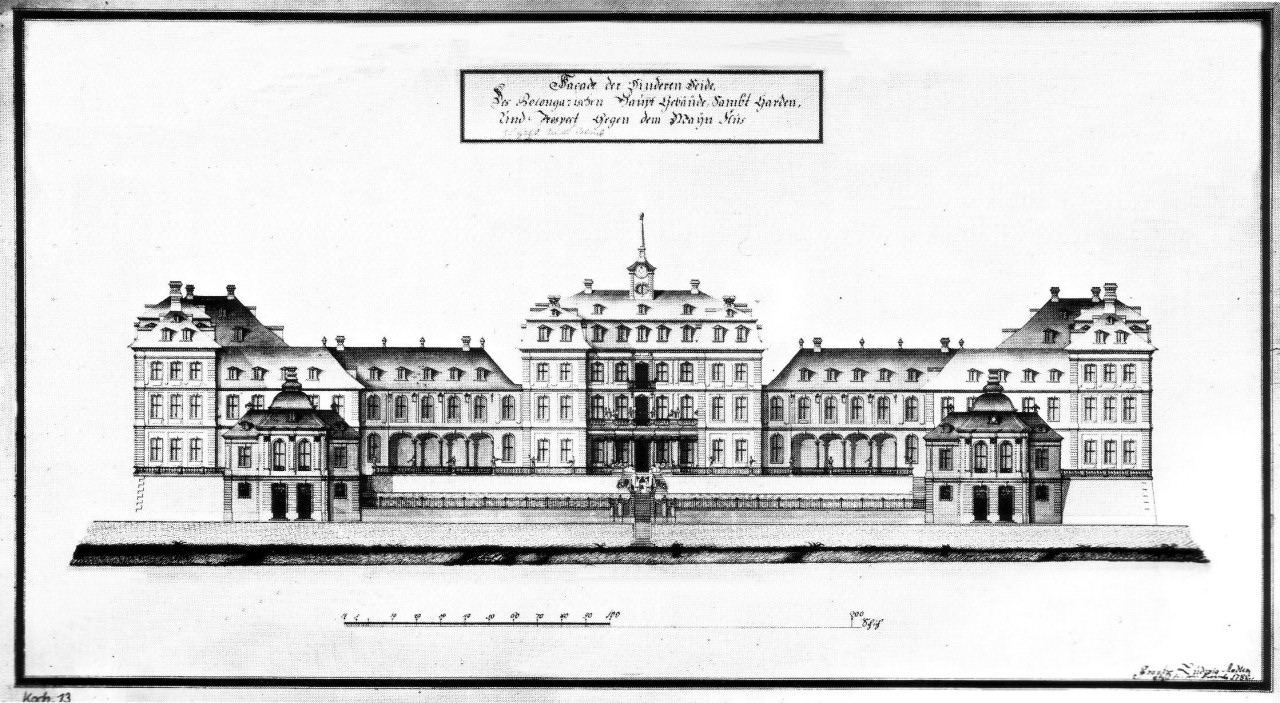
Gartenseite (Zeichnung, Franz Ludwig Madler, Dezember 1782)

1772 bis 1774 ließen die aus Stresa am Lago Maggiore stammenden Kaufleute und Tabakfabrikanten Josef Maria Markus Bolongaro und Jakob Philipp Bolongaro den Palast errichten.

### Entstehung
Die Brüder Bolongaro hatten sich 1735 in Frankfurt am Main niedergelassen und dort die größte Tabakhandlung und Schnupftabakmanufaktur Europas gegründet. Trotz ihres dadurch erworbenen beträchtlichen Vermögens hatten sie sich vergeblich um das Bürgerrecht der Stadt Frankfurt am Main bemüht, das ihnen als Katholiken in der lutherischen Reichsstadt Frankfurt verwehrt wurde. Daher waren sie schließlich auf ein Angebot des Kurfürsten Emmerich Josef von Mainz eingegangen, sich in der 1768 gegründeten Höchster Neustadt anzusiedeln. 1771 wurde Josef Maria Markus Bolongaro Bürger von Höchst. Das Neustadtprojekt wurde nach dem Tod des Kurfürsten im Jahr 1774 aufgegeben, und auch die Bolongaros nutzten den Palast nur kurz. Nach dem Tode von Josef Maria Markus 1779 einigten sich die Erben mit dem Frankfurter Rat schließlich doch noch und erhielten 1783 das Frankfurter Bürgerrecht.

### Nutzung
Der Palast diente in der Folge als standesgemäßes Quartier diverser Heerführer während der Koalitionskriege, die bekanntesten waren der in der Völkerschlacht bei Leipzig geschlagene Kaiser Napoléon Bonaparte, der vom 1. auf den 2. November 1813 hier seine letzte Nacht auf damals deutschem Boden verbrachte (das nahe Mainz gehörte damals bereits zu Frankreich), sowie der ihn verfolgende preußische Marschall Blücher, der den Palast vom 17. November bis 27. Dezember als Hauptquartier nutzte.
Die Familie Bolongaro verkaufte 1862 ihren Palast an den Mainzer Fabrikanten Friedrich August Sonntag, der dort eine Fabrik für Gas- und Wasserleitungen einrichtete. 1880 kaufte der Rödelheimer Pfarrer Eduard Lohoff den Bolongaropalast, teilte die Liegenschaft in kleinere Einheiten auf und veräußerte einige davon weiter. Der Bolongaropalast wurde weiter als Fabrikgebäude genutzt, unter anderem als Messinggießerei oder zur Herstellung von Bettfedern. Dies führte zu Beschädigungen der reich ausgeschmückten Innenräume.
In den Jahren 1907 und 1908 kaufte die Stadt Höchst die parzellierte Liegenschaft den jeweiligen Eigentümern ab, restaurierte den Palast aufwendig für ca. 400.000 Mark und führte ihn wieder einer repräsentativen Nutzung zu. Er diente von 1908 bis zur Eingemeindung der Stadt Höchst 1928 als Rathaus. Seitdem besitzt der Frankfurter Oberbürgermeister ein Büro im Palast. Heute beherbergt er die Stadtbezirksverwaltung. Im westlichen Pavillon des Parks, wo Otto Vollbehr seinen Lebensabend verbrachte und der Frankfurter Oberbürgermeister Walter Kolb (* 1902; † 1956) wohnte, befindet sich ein Standesamt. Im östlichen Pavillon lebte bis zu ihrem Tod am 13. März 2013 die Schauspielerin Rosemarie Fendel. Von 1947 bis 1950 hatte auch der Deutsche Landkreistag seine Geschäftsstelle dort.
Auch im Jahr 2024 wird der Bolongaropalast noch renoviert und soll dann als Kultur- und Veranstaltungszentrum dienen.

## Beschreibung

### Gebäude und Park
Die Straßenfront der Nordfassade ist 117 Meter lang. Der Grundriss der dreiflügeligen Anlage hat die Form eines Hufeisens. Der Park, der sich auf der südlichen Seite befindet, fällt in zwei Terrassenstufen ab und wird im unteren Teil von zwei Gartenpavillons flankiert.
1909 wurde der „Triton-Brunnen“ des Frankfurter Bildhauers Josef Keller geschaffen. Der neobarocke Zierbrunnen mit rundem Wasserbecken wird beherrscht durch einen liegenden Delphin, auf dem ein wasserspeiender Triton reitet.

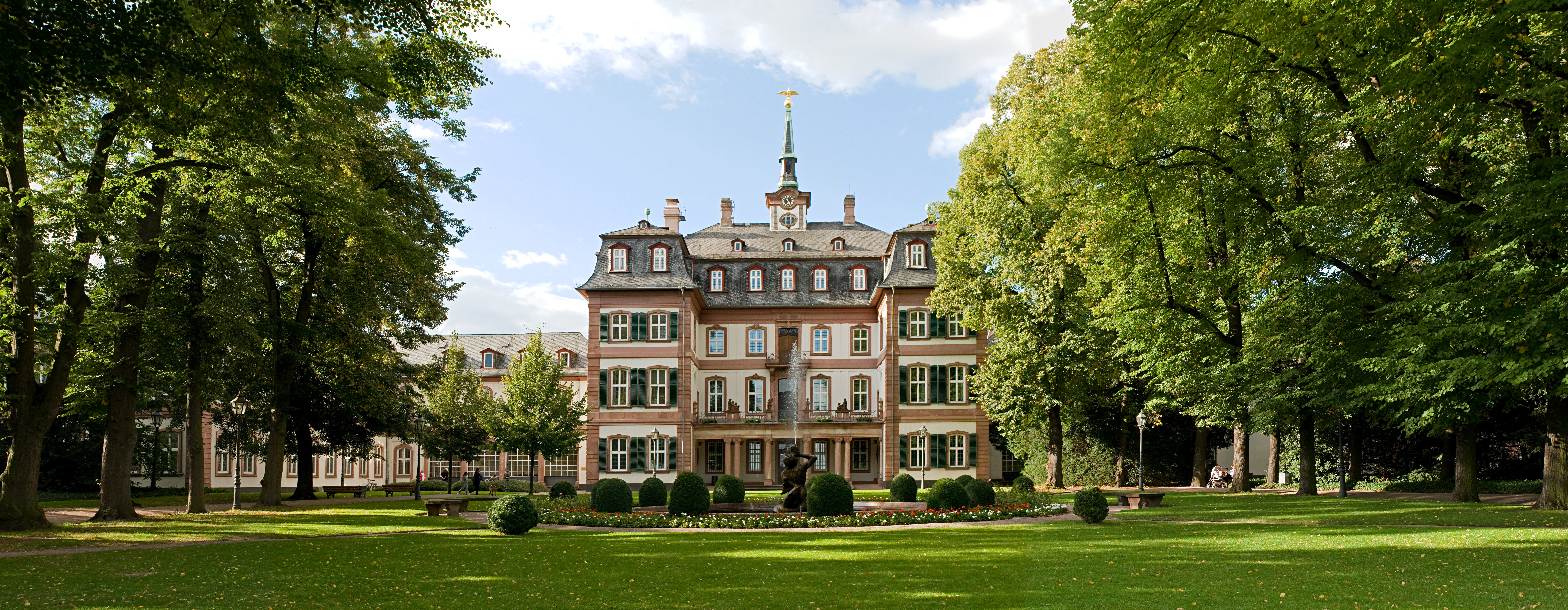
Blick von der Parkseite auf den Bolongaropalast

### Innenräume
Im Gebäude befinden sich prunkvolle Räume mit Spiegelwänden, Deckengemälden und Seidentapeten. Sehenswert sind auch die Hauskapelle und der reich geschmückte Festsaal. Im ersten Stock befindet sich eine einzigartige und vollständigste Porzellanausstellung von Alt-Höchster Reproduktionen, die eigens 1927 für die Stadt Höchst von der Passauer Manufaktur hergestellt wurde, sowie ein Frankfurter Schrank. Der Kapellensaal sowie weitere reich mit Stuck und Wandbespannungen dekorierte Räume geben einen Eindruck vom Leben der Bolongaros im Höchst des 18. Jahrhunderts.
Im Kapellensaal finden gegenwärtig Konzerte und literarische Veranstaltungen statt. Für Theateraufführungen dient im Sommer die stimmungsvolle Kulisse des Gartens. Seit 2004 findet hier im Spätsommer das Theaterfestival Barock am Main statt.